# Фиговые иволги
Фи́говые иволги (лат. Sphecotheres) — род птиц из семейства иволговых (Oriolidae), которые населяют лесистые места обитания в Австралии, Папуа — Новой Гвинее и на Малых Зондских островах.
Три вида рассматривались как конспецифичные, но на сегодня все основные авторитетные источники считают их самостоятельными видами. Разделение на отдельные виды первоначально основывалось на различиях в измерениях и в оперении, а также на биогеографии. По сравнению с «типичными» иволгами из рода Oriolus фиговые иволги более плодоядны (хотя в их рацион тоже входят мелкие насекомые, нектар и семена) и более социальны — они даже гнездятся в небольших рыхлых колониях (по крайней мере, белогорлая фиговая иволга; гнездовые привычки остальных видов ещё не изучены). Для фиговых иволог характерен сильный половой диморфизм. Так, у самцов спина и бока оливкового цвета, голова чёрная и, что уникально для семейства, глаза окружены участками неоперённой ярко-красной кожи. Самки тускло-коричневой окраски сверху, белые снизу с сильной темной исчерченностью; лицевая кожа у них сероватого цвета, клюв серо-черный.

## Виды
Международный союз орнитологов относит к роду три вида<ref name="ioc/">:
- Sphecotheres hypoleucus — Ветарская фиговая иволга
- Sphecotheres vieilloti — Белогорлая фиговая иволга
- Sphecotheres viridis — Тиморская фиговая иволга